# Protasio (nome)
Protasio  è un nome proprio di persona italiano maschile.

## Varianti
- Maschili: Protaso[1][3]

### Varianti in altre lingue
- Basco: Portas[4]
- Catalano: Protasi[4]
- Francese: Protais
- Greco antico: Πρωτᾶς (Protas)[1][2][3]
- Greco moderno: Προτάσιος (Protasios)
- Latino: Protasius[1][2][5]
  - Femminili: Protasia[5]
- Polacco: Protazy
- Portoghese: Protásio
- Russo: Протасий (Protasij)
- Spagnolo: Protasio[4]

## Origine e diffusione
Deriva, tramite il latino Protasius, dal greco antico Πρωτᾶς (Protas): questo era una forma abbreviata di vari altri nomi che cominciavano con il termine πρῶτος (prôtos, "primo"), come ad esempio Protagora, Protarco o Protogene; alternativamente, potrebbe anche essere ricondotto a πρότασις (prótasis, "proposta", "premessa").
In Italia il nome riflette in genere il culto di san Protasio, martire a (e patrono di) Milano con suo fratello san Gervasio, ma mentre il nome di quest'ultimo ha avuto abbastanza fortuna, Protasio è invece assai raro; negli anni 1970 se ne contavano soltanto centoventi occorrenze circa, di cui oltre la metà in Lombardia e le restanti sparse al Nord. In Inghilterra, nel XVI secolo, ebbe una certa diffusione la forma femminile, specie nel Sud Est, anche in versioni vernacolari come Prothasia, Prothesia, Prothasy, Protace e varie altre.

## Onomastico
L'onomastico si può festeggiare in memoria di più santi, alle date seguenti:
- 10 febbraio, san Protadio o Protasio, vescovo di Besançon[2]
- 20 marzo, santa Protasia, vergine e martire[2]
- 20 maggio, san Protasio Chong Kuk-bo, martire a Seul[6][7]
- 19 giugno, san Protasio, martire con il fratello gemello san Gervasio a Milano[2][4][6][7]
- 4 agosto, san Protasio, martire venerato a Colonia[2][7]
- 24 novembre, san Protasio, ottavo vescovo di Milano[2][6][7]
- 6 dicembre, san Protasio, vescovo di Losanna[2][6][7]

## Persone
- Protasio di Boskovic e Černahora, umanista, diplomatico e vescovo cattolico ceco
- Protasio Crivelli, pittore italiano